# Philippe Bas (homme politique)
Pour l’article homonyme, voir Philippe Bas (acteur).
Philippe Bas, né le 20 juillet 1958 à Paris, est un haut fonctionnaire et homme politique français, membre des Républicains.
Secrétaire général de la présidence de la République sous Jacques Chirac, puis ministre dans le gouvernement de Dominique de Villepin de 2005 à 2007, il est sénateur de 2011 à 2025 et président du conseil départemental de la Manche entre 2015 et 2017.
Il préside la commission des Lois du Sénat de 2014 à 2020, avant de devenir questeur de 2020 à 2023.
En 2025, il est nommé membre du Conseil constitutionnel par le président du Sénat, Gérard Larcher.

## Biographie

### Formation et début dans les cabinets ministériels
Ancien élève de l'Institut d'études politiques de Paris (1978) et de l'École nationale d'administration (promotion Louise Michel, 1982-1984), il entre au Conseil d'État en 1984 et devient maître des requêtes en 1987 puis conseiller d'État en 1999.
Après avoir été conseiller technique au cabinet du ministre du Travail, de l'Emploi et de la Formation professionnelle en 1988 auprès de Jean-Pierre Soisson, il est détaché comme conseiller juridique du président sénégalais Abdou Diouf de 1989 à 1992. Il revient brièvement au Conseil d'État jusqu'à la victoire de la droite en 1993, quand il rejoint les cabinets ministériels, d'abord à la Santé, aux Affaires sociales et à la Ville comme conseiller auprès de Simone Veil et de Philippe Douste-Blazy entre 1993 et 1994 puis directeur-adjoint du cabinet de la ministre d'État jusqu'en 1995, ensuite au Travail et aux Affaires sociales comme directeur du cabinet de Jacques Barrot de 1995 à 1997.

### À l'Élysée sous la présidence de Jacques Chirac
Après la victoire de la gauche aux élections législatives anticipées de juin 1997 et la chute du gouvernement Juppé, il devient en octobre conseiller social du président de la République Jacques Chirac puis secrétaire général adjoint en septembre 2000. Spécialiste des questions sociales, devenu proche de Jacques Chirac, il réfléchit avec Dominique de Villepin à la stratégie présidentielle et supervise les discours.
Il succède à Dominique de Villepin comme secrétaire général de la présidence de la République en mai 2002. Très proche de Jacques Chirac, il mène en particulier le travail sur la loi handicap, votée en 2005.
Avec Renaud Dutreil, Philippe Bas participe à la mise en place du Régime social des indépendants en France (RSI) initié sous le gouvernement Raffarin,. C’est par l’ordonnance 2005-299 du 31 mars 2005 puis par le décret 205-362 du 27 mai 2005 que les pouvoirs publics ont mis en place l'Instance nationale provisoire (INP) qui s’est  substituée aux Conseils d'administration de la Canam, de la Cancava et Organic. Au cours de l'année 2005, le premier directeur général est nommé, l’élection des administrateurs est organisée, la gouvernance mise en place ainsi que le schéma d'implantation territoriale. L’Etat a accompagné cette fusion dont les bénéfices avaient pour finalité la mutualisation des fonctions supports et le gain d'économies d’échelle des trois organismes existants, en dépit de la grande complexité technique relative au recouvrement des cotisations, le choix n’ayant pas été effectué à l’époque de recourir logiquement à l'agence centrale des organismes de sécurité sociale (Acoss). Le 13 mars 2007, Philippe Bas inaugure le siège de l'Instance nationale provisoire (INP) avant de quitter le gouvernement à l'issue de l'élection présidentielle française 2007.

### Ministre de Dominique de Villepin
Le 2 juin 2005, il est nommé ministre délégué à la Sécurité sociale, aux Personnes âgées, aux Personnes handicapées et à la Famille du gouvernement Dominique de Villepin. À la tête d'un portefeuille réunissant notamment pour la première fois personnes handicapées et personnes âgées, il met en place l'agence française de l'Adoption, chargée de l'adoption internationale, lance le « plan petite enfance », fait voter en 2007 la loi pour la protection de l'enfance et celle sur la réforme des tutelles, met en place la « loi handicap » et développe, avec le « plan solidarité grand âge », les services aux personnes âgées dépendantes et l'accueil des malades atteints de la maladie d'Alzheimer. En janvier 2007, il annonce la création de la Commission nationale de déontologie des services de communication au public en ligne.
Le 26 mars 2007, Philippe Bas est nommé ministre de la Santé et des Solidarités du gouvernement Dominique de Villepin en remplacement de Xavier Bertrand, ce dernier étant désigné comme porte-parole de Nicolas Sarkozy pour l'élection présidentielle française 2007. Après l'entrée à l'Élysée du candidat de l'UMP, Philippe Bas est remplacé le 18 mai 2007 par Roselyne Bachelot et par Xavier Bertrand, son portefeuille étant redécoupé.

### Conseiller d’État et président d'établissements publics nationaux
À la suite de l'élection présidentielle de 2007, il retrouve le Conseil d'État où il préside le groupe de travail chargé de préparer le rapport demandé par le Premier ministre, François Fillon, sur la révision de la loi de bioéthique.
Parallèlement, il est président du conseil d'administration de l'Agence nationale de l'accueil des étrangers et des migrations, devenue l'OFII (Office français de l'immigration et de l'intégration), du 29 novembre 2007 au 23 janvier 2011 (remplacé par Dominique Paillé), puis président de l'Agence nationale de sécurité sanitaire de l'alimentation, de l'environnement et du travail (Anses) de janvier à septembre 2011.

### Élu local dans la Manche
Jusqu'alors sans attache électorale, il présente sa candidature aux législatives de juin 2007 dans la deuxième circonscription de la Manche au siège laissé vacant par le député René André, nommé conseiller-maître en service extraordinaire à la Cour des comptes. Investi officiellement par l'UMP, ce « parachutage » doit faire face à la dissidence de Guénhaël Huet, ancien assistant parlementaire de René André et maire d'Avranches en congé de son parti, qui l'emporte au second tour au terme d'un duel qualifié de « fratricide » par la presse locale.
L'année suivante, en 2008, Philippe Bas est élu conseiller général dans le canton de Saint-Pois, succédant à l'UMP Gérard Chénel, qui ne se représentait pas. Il devient 15e vice-président du conseil général de la Manche, chargé des Solidarités. En 2011, après le renouvellement du conseil général et un resserrement du nombre de vice-présidents, il devient cinquième vice-président délégué aux solidarités, à la formation, à la jeunesse, aux sport et à la culture.
À l’issue des élections départementales de 2015, il est élu conseiller départemental, en tandem avec Martine Lemoine. Le 2 avril, il est élu président du conseil départemental de la Manche, succédant à Jean-François Le Grand (DVD). Toutefois, son élection comme conseiller est annulée par le tribunal administratif de Caen le 24 septembre, son bulletin de vote ayant été jugé non conforme. Philippe Bas reste en fonction jusqu'en novembre 2015, date à partir de laquelle son premier vice-président, Marc Lefèvre, assure l’intérim. Le 6 décembre 2015, à la suite d'un nouveau scrutin, Philippe Bas est réélu au premier tour de l'élection départementale partielle ; il retrouve sa fonction de président du conseil départemental le 5 janvier 2016.
En octobre 2017, après avoir été réélu sénateur, il quitte la présidence du conseil départemental pour se conformer à la réglementation sur le non-cumul des mandats. Il reste cependant conseiller départemental et devient le chef du groupe majoritaire.

### Sénateur
Le 25 septembre 2011, il est élu sénateur de la Manche avec 755 voix.
Après la victoire de la droite aux élections sénatoriales de 2014, il est élu président de la commission des Lois constitutionnelles, de la Législation, du Suffrage universel, du Règlement et de l’Administration générale par 29 voix sur 34 votants.
Il soutient François Fillon pour la primaire présidentielle des Républicains de 2016. À la suite de la publication du livre-enquête Bienvenue place Beauvau, qui indique que François Hollande a tenté d'utiliser le ministère de l'Intérieur pour annihiler les chances de la droite de parvenir au second tour de l'élection présidentielle de 2017, il porte à la connaissance du Parquet national financier et au procureur de la République une douzaine de faits délictueux,.
En 2018, en tant que président de la commission des Lois, il dirige les auditions du Sénat dans le cadre de l'affaire Benalla. Il se fait remarquer par sa conduite courtoise mais ferme à l'égard des personnes interrogées par ses collègues,,.
Dès cette époque, il fait partie des personnalités mentionnées pour la succession de Gérard Larcher à la présidence du Sénat,.
Après les élections sénatoriales de 2020, il tente de se faire reconduire à la présidence de la commission des Lois pour un troisième mandat mais en est empêché par le règlement interne du groupe LR qui limite à six années consécutives l'exercice d'une présidence de commission permanente. Il est néanmoins désigné questeur du Sénat pour une durée de trois ans.
Il préside l'instance de contrôle du congrès des Républicains de 2021, qui vise à élire le candidat du parti pour l'élection présidentielle de 2022.
Il rédige un amendement de compromis pour permettre l'adoption par le Sénat de la proposition de loi constitutionnelle visant l’inscription du droit à l’interruption volontaire de grossesse (IVG) dans la Constitution. Son amendement reformule le « droit » de recourir à une IVG en « liberté de la femme de mettre fin à sa grossesse ». Le texte présenté par le gouvernement s'appuie sur cette formulation et le Congrès valide son inscription dans la Constitution en mars 2024.

### Membre du Conseil constitutionnel
Le 10 février 2025, il est proposé comme membre du Conseil constitutionnel par Gérard Larcher, président du Sénat, en remplacement de Michel Pinault. Sa nomination est validée par la commission des lois du Sénat le 19 février 2025, bénéficiant d'une large majorité lors du vote. Il devrait ainsi être officiellement nommé dans ses fonctions avant le 8 mars 2025, date de la fin du mandat de Michel Pinault.

## Fonctions et mandats

### À la présidence de la République
- 13 septembre 2000 – 8 mai 2002 : secrétaire général adjoint de la présidence de la République
- 8 mai 2002 – 2 juin 2005 : secrétaire général de la présidence de la République

### Au gouvernement
- 2 juin 2005 – 26 mars 2007 : ministre délégué à la Sécurité sociale, aux Personnes âgées, aux Personnes handicapées et à la Famille
- 26 mars 2007 – 15 mai 2007 : ministre de la Santé et des Solidarités

### Au Sénat
- Depuis le 1er octobre 2011 : sénateur de la Manche
- 9 octobre 2014 – 30 septembre 2020 : président de la commission des Lois du Sénat
- 6 octobre 2020 – 3 octobre 2023 : questeur du Sénat

## Résultats électoraux

### Élections législatives
| Année | Parti | Parti | Circonscription | 1er tour | 1er tour | 1er tour | 2d tour | 2d tour | 2d tour | Issue |
| Année | Parti | Parti | Circonscription | Voix     | %        | Rang     | Voix    | %       | Rang    | Issue |
| ----- | ----- | ----- | --------------- | -------- | -------- | -------- | ------- | ------- | ------- | ----- |
| 2007  |       | UMP   | 2e de la Manche | 16 388   | 33,68    | 1er      | 18 593  | 42,14   | 2e      | Battu |

### Élections sénatoriales
| Année | Parti | Parti | Département | Position      | 1er tour | 1er tour | 1er tour | 2d tour | 2d tour | 2d tour | Issue | Sièges |
| Année | Parti | Parti | Département | Position      | Voix     | %        | Rang     | Voix    | %       | Rang    | Issue | Sièges |
| ----- | ----- | ----- | ----------- | ------------- | -------- | -------- | -------- | ------- | ------- | ------- | ----- | ------ |
| 2011  |       | UMP   | Manche      | Tête de liste | 600      | 39,11    | 2e       | 755     | 49,15   | 1er     | Élu   | 1 / 3  |
| 2017  |       | LR    | Manche      | Tête de liste | 461      | 29,82    | 1er      |         |         |         | Élu   | 1 / 3  |
| 2023  |       | LR    | Manche      | Tête de liste | 772      | 47,25    | 1er      |         |         |         | Élu   | 2 / 3  |

### Élections cantonales et départementales
| Année   | Parti                          | Parti | Canton          | Colistière | 1er tour | 1er tour | 1er tour | 2d tour | 2d tour | 2d tour | Issue |
| Année   | Parti                          | Parti | Canton          | Colistière | Voix     | %        | Rang     | Voix    | %       | Issue   | Issue |
| ------- | ------------------------------ | ----- | --------------- | ---------- | -------- | -------- | -------- | ------- | ------- | ------- | ----- |
| 2008    |                                | UMP   | Saint-Pois      |            | 719      | 43,11    | 1er      | 860     | 52,70   | 1er     | Élu   |
| 03/2015 | Villedieu-les-Poêles-Rouffigny | UMP   | Martine Lemoine | 2 807      | 47,79    | 1er      | 3 909    | 72,36   | 1er     | Élu     |       |
| 12/2015 | Villedieu-les-Poêles-Rouffigny |       | Martine Lemoine | LR         | 3 479    | 59,53    | 1er      |         |         |         | Élu   |
| 2021    | Villedieu-les-Poêles-Rouffigny | 2 395 | Martine Lemoine | LR         | 66,33    | 1er      | 2 721    | 77,32   | 1er     | Élu     |       |

## Décoration
- Chevalier de la Légion d'honneur (2009)[37].

## Publications
- L'Afrique australe dans la tourmente, en collaboration avec Denis Tersen, La Documentation Française, 1987.
- Avec Chirac, Paris, Éditions de l'Archipel, 2012, 408 p. (ISBN 978-2-809-80887-2)
- Les Chemins de la République, Paris, Odile Jacob, 2019, 384 p. (ISBN 978-2-738-15028-8)